# Rivière-Mistassini
Pour l’article ayant un titre homophone, voir Rivière Mistassini.
Rivière-Mistassini est un territoire non organisé situé dans la municipalité régionale de comté de Maria-Chapdelaine, dans la région administrative du Saguenay–Lac-Saint-Jean, au Québec.

## Géographie
Le territoire est délimité par les rivières Ashuapmushuan et du Chef à l'ouest, et par la rivière Mistassibi à l'est. Il est traversé entièrement ou en partie par les rivières Mistassini, aux Rats, Samaqua, Ouasiemsca, Micosas et Nestaocano.
Rivière-Mistassini comporte plusieurs plans d'eau, dont les plus vastes sont les lacs File Axe, Margonne, Dufresne, Damville, des Canots, des Cygnes, Hertel et Clérac.

### Transport
Le réseau routier de Rivière-Mistassini repose uniquement sur les chemins forestiers. Les chemins R‑0202, R-0203, R-206 et R-216 sont parmi les principales routes forestières du territoire.

## Démographie
| 1996 | 2001 | 2006 | 2011 | 2016 | 2021 |
| ---- | ---- | ---- | ---- | ---- | ---- |
| 0    | 0    | 10   | 31   | 49   | 27   |